# 尾崎麿基
尾崎 麿基（おざき まき、1954年4月30日 - ）は、日本の俳優・演出家。劇団五期会の代表。

## 来歴
奈良県天理市で、4人兄弟の末っ子として生まれる。1975年、追手門学院大学経済学部卒業。
大阪放送劇団（5期生）を経て、1978年に劇団五期会に入団。1996年から劇団の代表を務める。
新劇団協議会フェスティバル男優演技賞受賞（第25回・第38回）。2022年、地域文化功労者表彰。

## 出演

### テレビドラマ
- 裸の大将 第76話「清が行った竜宮城」（1995年、KTV / 東阪企画）
- ドラマ30（毎日放送）
  - 「命燃えて」（1997年） - 結木明夫 役
  - 「命賭けて」（1998年） - 大城薫 役
  - 「ピュア・ラブ」「ピュア・ラブII」「ピュア・ラブIII」（2002年・2003年） - 吉住忍 役
  - 「家族善哉」（2006年） - 教頭先生 役

●「探偵ロマンス」（2023年1月21日～）NHK総合土曜ドラマ　‐ 前橋常座衛門 役

### 舞台
劇団五期会の公演に多数出演。作品によっては演出も務める。